# 玻利瓦尔 (纽约州)
玻利瓦尔（英語：Bolivar）是位于美国纽约州阿利根尼县的一个镇，地处阿利根尼县南部、奥利安以东。2010年美国人口普查时，该镇有2189人。其名称来源于拉丁美洲革命家、军事家西蒙·玻利瓦尔。